# نيك شاركي
نيك شاركي (بالإنجليزية: Nick Sharkey)‏ هو لاعب كرة قدم بريطاني في مركز الهجوم، ولد في 4 مايو 1943 في Helensburgh ‏ في المملكة المتحدة، وتوفي في فبراير 2015 في Sunderland, Cumbria ‏ في المملكة المتحدة. شارك مع منتخب اسكتلندا تحت 21 سنة لكرة القدم. أما مع النوادي، فقد لعب مع ليستر سيتي ونادي سندرلاند ونادي مانسفيلد تاون ونادي هارتلبول يونايتد.